# Glencoe (Wisconsin)
Glencoe è un comune degli Stati Uniti, situato in Wisconsin, nella Contea di Buffalo.